# Festival des 3 Continents 1987
Le Festival des 3 Continents 1987, 9e édition du festival, s'est déroulé du 1er au 8 décembre 1987.

## Déroulement et faits marquants
Outre la compétition, la 9e édition du festival propose un panorama du cinéma turc, un hommage au studio de Xi'an, et une programmation de films indiens de musique et de danse.

## Jury
- Daniela Silverio : actrice italienne
- Valérie Allain : actrice française
- Suzanne Schiffman : scénariste française
- Charles Tesson : critique français
- Serge Rousseau : agent français
- Martine Voyeux : photographe française

## Sélection

### En compétition
| Titre                     | Réalisation     | Pays         |
| ------------------------- | --------------- | ------------ |
| Vera                      | Sérgio Toledo   | Brésil       |
| La Grande Parade          | Chen Kaige      | Chine        |
| La Mère porteuse          | Im Kwon-taek    | Corée du Sud |
| Love Unto Waste           | Stanley Kwan    | Hong Kong    |
| Haitian Corner            | Raoul Peck      | Haïti        |
| La Femme lumineuse        | Shinji Sōmai    | Japon        |
| L'Empire de la fortune    | Arturo Ripstein | Mexique      |
| Poussières dans le vent   | Hou Hsiao-hsien | Taïwan       |
| L'Hôtel de la mère patrie | Ömer Kavur      | Turquie      |
| Karma                     | Hồ Quang Minh   | Viêt Nam     |

### Autres programmations
- Panorama du cinéma turc
- Hommages au studio de Xi'an
- Films indiens de musique et de danse

## Palmarès
- Montgolfière d'or : L'Hôtel de la mère patrie de Ömer Kavur[1]
- Prix de la meilleure image et musique : Poussières dans le vent de Hou Hsiao-hsien
- Prix du meilleur décor et des meilleurs costumes : La Mère porteuse de Im Kwon-taek
- Prix du meilleur son : L'Empire de la fortune de Arturo Ripstein
- Prix de la meilleure interprétation masculine : Macit Koper pour L'Hôtel de la mère patrie
- Prix de la meilleure interprétation féminine : Kang Soo-yeon pour La Mère porteuse